# Stephen Maar
Stephen Timothy Maar (Aurora, 6 dicembre 1994) è un pallavolista canadese, schiacciatore del Galatasaray.

## Carriera

### Club
La formazione pallavolistica di Stephen Maar inizia nei tornei scolastici canadesi con la formazione della Bill Crothers SS. Concluse le scuole superiori, entra a far parte della squadra di pallavolo maschile della McMaster, partecipando al CIS Championship dalla stagione 2012-13 alla stagione 2015-16.
Nella stagione 2016-17 firma il suo primo contratto professionistico, approdando nella Superlega italiana con il Padova. Nella stagione seguente gioca per un altro club veneto, il BluVolley Verona, mentre in quella successiva si accasa alla Powervolley Milano, sempre in Superlega.
Per il campionato 2019-20 è in Russia per giocare in Superliga con la Dinamo Mosca, facendo ritorno nella massima divisione italiana già nel campionato successivo, tornando a vestire la maglia della Powervolley Milano, con cui vince la Challenge Cup. È in Superlega anche nell'annata 2021-22 con la Top Volley Latina e in quella seguente con il Milano, a cui è legato per due annate. Per il campionato 2024-25 difende i colori della You Energy, sempre in Superlega, mentre in quello seguente approda al Galatasaray, in Efeler Ligi.

### Nazionale
Nel 2012 viene convocato nella nazionale under 21 canadese, vincendo la medaglia d'argento al campionato nordamericano.
Nel 2015 riceve le prime convocazioni in nazionale maggiore, venendo premiato come miglior schiacciatore alla Coppa panamericana 2015 e vincendo la medaglia d'argento nell'edizione seguente del torneo. Conquista anche la medaglia di bronzo alla World League 2017 e al campionato nordamericano 2017, dove viene premiato come miglior schiacciatore, bissando sia il premio che la medaglia di bronzo nel 2019. In seguito si aggiudica la medaglia d'argento al campionato nordamericano 2023, premiato come miglior schiacciatore del torneo.

## Palmarès

### Club
- Challenge Cup: 1

2020-21

### Nazionale (competizioni minori)
- Campionato nordamericano under 21 2012
- Coppa panamericana 2016

### Premi individuali
- 2015 - Coppa panamericana: Miglior schiacciatore
- 2017 - Campionato nordamericano: Miglior schiacciatore
- 2019 - Campionato nordamericano: Miglior schiacciatore
- 2020 - Qualificazioni nordamericane ai Giochi della XXXII Olimpiade: Miglior schiacciatore
- 2020 - Qualificazioni nordamericane ai Giochi della XXXII Olimpiade: Miglior realizzatore
- 2023 - Campionato nordamericano: Miglior schiacciatore